# لیانگ لی
لیانگ لی (چینی: 梁磊؛ زادهٔ ۱ ژانویهٔ ۱۹۸۲) کشتی‌گیر اهل چین بود. وی در بازی‌های المپیک تابستانی ۲۰۰۸ شرکت کرده‌است.